# 约兰·佩尔松
汉斯·约兰·佩尔松（瑞典語：Hans Göran Persson，1949年1月20日—） 瑞典政治家，前任瑞典首相，也曾任瑞典社会民主党主席。

## 生平

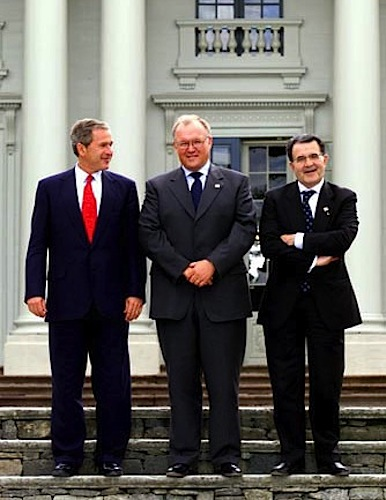
2001年6月14日佩尔松在哥德堡接見美国总统布什和歐洲委員會主席普罗迪。

佩尔松生于和斯德哥尔摩相邻的南曼兰省溫奧克一个工人家庭，1969年至1971年在奥莱布罗学院学习政治学，没有毕业。2005年厄勒布鲁大学授予他名誉医学博士学位。
1973年至1974年服兵役。
在20世纪70年代，他在瑞典社会民主党青年团（SSU）工作，任社会民主青年联盟组织秘书和南曼兰省成人教育局官员。
从1972年至1975年是青年团的全国委员，是小城市喀特林尔摩的议员。1979年被选为国家议会议员，1984年离开议会回到喀特林尔摩担任市长（1985年－1989年）。1989年重新当选为议员，任政府教育大臣，1991年社会民主党竞选失败，他离开政府。先后任议会农业委员会主席、议会工商委员会委员。1993年任议会财政委员会副主席，兼任社民党经济问题发言人。
1994年社会民主党重新执政後，他担任财政大臣。
1996年，继任首相和社会民主党领袖，擔任首相長達10年，是在任最久的瑞典首相之一。
2002年9月领导社会民主党在大选中获胜，同年10月连任首相。但他在2006年9月17日在大选中获敗，未能連任首相，這也終結社會民主黨80多年的長期執政壟斷地位。
佩尔松口才很好，经常放弃已经准备好的演讲稿即兴演说，还是一位铁腕领袖，他作为市长期间得到一个绰号“HSB”，是瑞典语的缩写，意思是“他做决定”。
佩尔松是瑞典信義會成員。他曾三度結婚，育有兩名女兒。